# Островцы (Дубровицкий район)
Островцы́ (укр. Острівці), до 2016 года — Черво́ное (укр. Червоне) — село, входит в Мочулищенский сельский совет Дубровицкого района Ровненской области Украины.
Население по переписи 2001 года составляло 262 человека. Почтовый индекс — 34143. Телефонный код — 3658. Код КОАТУУ — 5621885403.

## Местный совет
34143, Ровненская обл., Дубровицкий р-н, с. Мочулище, ул. Центральная, 26.